# 松川昌弘 (書家)
松川昌弘（まつかわ まさひろ、1955年-　）は、日本の書家。
熊本県生まれ。茨城県つくば市在住。1982年筑波大学大学院芸術研究科修士課程修了。1991年東京書作店特別賞受賞。古典多数。東京書作展常任運営委員。
著書に『6歳から親子ではじめる書道教室』（霜田あゆ美イラスト、芸術新聞社。2016）『松川昌弘』（芸術新聞社、2014）